# Kevin Pollak
Kevin Elliot Pollak (n. San Francisco, California; 30 de octubre de 1957) es un actor, comediante, imitador y anfitrión de pódcast estadounidense. Ha intervenido en más de 80 películas, sus personajes incluyen Sam Weinberg en la película de Rob Reiner: "A Few Good Men", Jacob Goldman en "Grumpy Old Men" y su secuela "Grumpier Old Men", Todd Hockney en "The Usual Suspects", Phillip Green en "Casino" de Martin Scorsese y Bobby Chicago en "End of Days".
Entre 2017 y 2023, Pollak formó parte del reparto de la serie La maravillosa señora Maisel emitida en la plataforma Amazon Prime Video.

## Primeros años
Pollak nació en San Francisco, California. Es el hijo más joven de Elaine Harlow y Robert Pollak. Tiene un hermano mayor, Craig, quien vive en San José, California. Asistió a la escuela secundaria de Pionner High School en San José. Pollak fue criado como Judío Reformista.

## Filmografía

### Cine
| Año  | Título                                         | Personaje                                   | Notas                                      |
| ---- | ---------------------------------------------- | ------------------------------------------- | ------------------------------------------ |
| 1983 | The Right Stuff                                | Dwight D. Eisenhower                        | Voz. No acreditado                         |
| 1987 | Million Dollar Mystery                         | Officer Quinn                               |                                            |
| 1988 | Willow                                         | Rool                                        |                                            |
| 1990 | Avalon                                         | Izzy Kirk                                   |                                            |
| 1991 | L.A. Story                                     | Frank Swan                                  |                                            |
| 1991 | Another You                                    | Phil                                        |                                            |
| 1991 | Ricochet                                       | Teniente Larry Doyle                        |                                            |
| 1992 | The Opposite Sex and How to Live with Them     | Eli                                         |                                            |
| 1992 | A Few Good Men                                 | LTJG Sam Weinberg, JAGC                     |                                            |
| 1993 | Indian Summer                                  | Brad Berman                                 |                                            |
| 1993 | Wayne's World 2                                | Jerry Segel                                 |                                            |
| 1993 | Grumpy Old Men                                 | Jake Goldman                                |                                            |
| 1994 | Clean Slate                                    | Rosenheim                                   |                                            |
| 1995 | The Usual Suspects                             | Todd Hockney                                |                                            |
| 1995 | Miami Rhapsody                                 | Jordan Marcus                               |                                            |
| 1995 | Canadian Bacon                                 | Stu Smiley, consejero de seguridad nacional |                                            |
| 1995 | Casino                                         | Phillip Green                               |                                            |
| 1995 | Grumpier Old Men                               | Jake Goldman                                |                                            |
| 1995 | Chameleon                                      | Matt Gianni                                 |                                            |
| 1996 | House Arrest                                   | Ned Beindorf                                |                                            |
| 1996 | That Thing You Do!                             | Victor 'Boss Vic Koss' Kosslovich           |                                            |
| 1997 | Truth or Consequences, N.M.                    | Gordon Jacobson                             |                                            |
| 1998 | Buffalo '66                                    | TV Sportscaster                             |                                            |
| 1998 | Hoods                                          | Rudy                                        |                                            |
| 1998 | Outside Ozona                                  | Wit Roy                                     |                                            |
| 1999 | Deal of a Lifetime                             | Jerry                                       |                                            |
| 1999 | She's All That                                 | Wayne Boggs                                 |                                            |
| 1999 | The Sex Monster                                | Jerry Berman                                |                                            |
| 1999 | Deterrence                                     | President Walter Emerson                    |                                            |
| 1999 | End of Days                                    | Bobby Chicago                               |                                            |
| 2000 | The Whole Nine Yards                           | Janni Pytor Gogolak                         |                                            |
| 2000 | Steal This Movie!                              | Gerry Lefcourt                              |                                            |
| 2001 | The Wedding Planner                            | John Dojny                                  |                                            |
| 2001 | 3000 Miles to Graceland                        | US Marshal Damitry                          |                                            |
| 2001 | Dr. Dolittle 2                                 | Riley / Alligator                           |                                            |
| 2002 | Stolen Summer                                  | Rabbi Jacobsen                              |                                            |
| 2002 | Frank McKlusky, C.I.                           | Ronnie Rosengold                            |                                            |
| 2002 | Juwanna Mann                                   | Lorne Daniels                               |                                            |
| 2002 | Mother Ghost                                   | Dr. Norris                                  |                                            |
| 2002 | The Santa Clause 2                             | Cupido                                      | Cameo                                      |
| 2003 | Rolling Kansas                                 | Agente Brinkley                             | No acreditado                              |
| 2003 | Blizzard                                       | Arquímedes                                  |                                            |
| 2004 | Seven Times Lucky                              | Harlan                                      |                                            |
| 2004 | The Whole Ten Yards                            | Lazlo Gogolak                               |                                            |
| 2004 | Our Time is Up                                 | Dr. Stern                                   |                                            |
| 2004 | Shark Tale                                     | Willie                                      | Voz                                        |
| 2005 | Hostage                                        | Walter Smith                                |                                            |
| 2005 | Magnificent Desolation: Walking on the Moon 3D | Director                                    | Voz                                        |
| 2005 | The Aristocrats                                | Él mismo                                    |                                            |
| 2006 | The Santa Clause 3: The Escape Clause          | Cupido                                      |                                            |
| 2006 | Niagara Motel                                  | Michael                                     |                                            |
| 2007 | Numb                                           | Tom                                         |                                            |
| 2008 | Otis                                           | Eli                                         |                                            |
| 2008 | Tortured                                       | Dr. Shaw                                    | Directo-a-DVD                              |
| 2009 | Two: Thirteen                                  | Dr. Simmons                                 |                                            |
| 2009 | Middle Men                                     | Curt Allmans                                |                                            |
| 2010 | Cop Out                                        | Hunsaker                                    |                                            |
| 2010 | Hoods                                          | Rudy                                        |                                            |
| 2011 | Choose                                         | Sheriff Tom Wagner                          |                                            |
| 2011 | Red State                                      | ATF Agent Brooks                            |                                            |
| 2011 | The Big Year                                   | Eli                                         |                                            |
| 2012 | Columbus Circle                                | Klandermann                                 | También coescritor y coproductor ejecutivo |
| 2012 | The Magic of Belle Isle                        | Joe Viola                                   |                                            |
| 2013 | Chez Upshaw                                    | Heaton Upshaw                               | También productor                          |
| 2013 | 3 Geezers!                                     | Kevin                                       |                                            |
| 2013 | A Country Christmas                            | Max Schmucker                               |                                            |
| 2013 | Grace Unplugged                                | Frank 'Mossy' Mostin                        |                                            |
| 2014 | The One I Wrote for You                        | Mickey                                      |                                            |
| 2015 | Borealis                                       | 'Tubby'                                     |                                            |
| 2015 | Camino                                         | Donald                                      |                                            |
| 2015 | The Night Is Young                             | Productor                                   |                                            |
| 2015 | Misery Loves Comedy                            |                                             | Coescritor / director                      |
| 2016 | Max Rose                                       | Christopher Rose                            |                                            |
| 2016 | Compadres                                      | 'Tex The Banker'                            |                                            |
| 2016 | Special Correspondents                         | Geoffrey Mallard                            |                                            |
| 2016 | The Tiger Hunter                               | Frank Womack                                |                                            |
| 2016 | War Dogs                                       | Ralph Slutzky                               |                                            |
| 2016 | The Late Bloomer                               |                                             | Director                                   |
| 2017 | Axis                                           | Cru                                         | Voz                                        |
| 2017 | Three Christs                                  | Dr. Orbus                                   |                                            |
| 2018 | Benjamin                                       | Rick                                        |                                            |
| 2018 | The Front Runner                               | Bob Martindale                              |                                            |
| 2019 | Goalie                                         | Jack Adams                                  |                                            |
| 2019 | Teacher                                        | Bernard Cooper                              |                                            |
| 2019 | Apparition                                     | Warden White                                |                                            |
| 2021 | Injustice                                      | The Joker / Jonathan Kent                   | Voz                                        |
| 2022 | Sweetwater                                     | Abe Saperstein                              |                                            |

- Extra Terrestrial Alien Encounter (1994) .... Spinlok

### Televisión
| Año           | Título                                          | Personaje                   | Notas                                                      |
| ------------- | ----------------------------------------------- | --------------------------- | ---------------------------------------------------------- |
| 1985          | Ewoks: The Battle for Endor                     | Voice Characterization      | Voz. Película de televisión                                |
| 1987          | Amen                                            | Fotógrafo                   | Episodio: "Thelma's Choice"                                |
| 1987          | Thirtysomething                                 | Walter, tipo de la librería | Episodio: "But Not for Me"                                 |
| 1987          | Who's the Boss?                                 | Scott                       | Episodio: "Yellow Submarine"                               |
| 1988–89       | Coming of Age                                   | Brian Brinker               | 15 Episodios                                               |
| 1990          | Partners in Life                                | Eddie Hayes                 | Película de televisión                                     |
| 1991          | Morton & Hayes                                  | Chick Morton                | 6 Episodios                                                |
| 1995–96       | The Drew Carey Show                             | Sr. Bell                    | 9 Episodios                                                |
| 1997          | Perversions of Science                          | Piloto                      | Episodio: "Boxed In"                                       |
| 1997          | The Don's Analyst                               | Dr. Julian Riceputo         | Película de televisión                                     |
| 1998          | Ruby Bridges                                    | Dr. Robert Coles            | Película de televisión                                     |
| 1998          | From the Earth to the Moon                      | Joe Shea                    | Episodio: "Apollo One"                                     |
| 1999–2000     | Work with Me                                    | Jordan Better               | 5 Episodios. También coproductor ejecutivo                 |
| 2000          | Happily Ever After: Fairy Tales for Every Child | Saltamontes / Ratón         | Voz. Episodio: "Aesop's Fables: A Whodunnit Musical"       |
| 2001          | Ed                                              | William Johnson             | Episodio: "Live Deliberately"                              |
| 2002          | Life with Bonnie                                | Sidney Portinbody           | Episodio: "Duets"                                          |
| 2006          | The Lost Room                                   | Karl Kreutzfeld             | Miniserie, 3 Episodios                                     |
| 2007          | The Staircase Murders                           | David Rudolf                | Película de televisión                                     |
| 2007–08       | Shark                                           | D.A. Leo Cutler             | 8 Episodios                                                |
| 2008          | Picture This                                    | Tom Gilbert                 | Película de televisión                                     |
| 2008          | Entourage                                       | Sr. Bob Levine              | Episodio: "The All Out Fall Out"                           |
| 2008–12       | Easy to Assemble                                | Kevin                       | 4 Episodios                                                |
| 2010          | Our Little Genius                               | Host                        |                                                            |
| 2010          | Vamped Out                                      | Elliot Finke                | Serie Web. También director, creador, escritor y productor |
| 2010          | Million Dollar Money Drop                       | Anfitrión                   |                                                            |
| 2012          | Law & Order: Special Victims Unit               | Juez Gerald Crane           | Episodio: "Theatre Tricks"                                 |
| 2012          | Men at Work                                     | Pavel                       | Episodio: "Toilet of Eden"                                 |
| 2012          | Childrens Hospital                              | Kevin Pollak                | Episodio: "Eulogy"                                         |
| 2013          | Family Tree                                     | Marty Schmelff              | Episodio: "Indians"                                        |
| 2014          | Garfunkel and Oates                             | Andrew                      | Episodio: "Road Warriors"                                  |
| 2014–15       | Comedy Bang! Bang!                              | Varios                      | 2 Episodios                                                |
| 2014–15, 2020 | Mom                                             | Alvin Biletnikoff           | 15 Episodios                                               |
| 2015          | House of Lies                                   | Joe Gideon                  | (T 4, Epi 11)                                              |
| 2015          | Transformers: Robots in Disguise                | Fracture                    | Voz. 4 Episodios                                           |
| 2016          | Angel from Hell                                 | Marv Fuller, M.D.           | 13 Episodios                                               |
| 2016          | Angie Tribeca                                   | Teniente Weinberg           | Episodio: "Beach Blanket Sting-O"                          |
| 2016          | Drunk History                                   | Ciro Terranova              | Episodio: "Food"                                           |
| 2017          | The Good Fight                                  | Juez Kyle Gallo             | Episodio: "Not So Grand Jury"                              |
| 2017          | Hot Date                                        | Padre                       | Episodio: "Double Standards"                               |
| 2017–20       | Better Things                                   | Marion                      | 7 Episodios                                                |
| 2017–present  | The Marvelous Mrs. Maisel                       | Moishe Maisel               | Reparto principal                                          |
| 2018          | NCIS                                            | Albert Hathaway             | Episodio: "Keep Your Friends Close"                        |
| 2018          | The Simpsons                                    | Ross                        | Voz. Episodio: "3 Scenes Plus a Tag from a Marriage"       |
| 2018          | The Comedy Central Roast                        | Él mismo                    | Episode: “Bruce Willis”                                    |
| 2019          | Billions                                        | Douglas Mason               | 5 Episodios                                                |
| 2021          | Impeachment: American Crime Story               | Bernie Nussbaum             |                                                            |

### Web
| Año       | Título                   | Personaje            | Notas   |
| --------- | ------------------------ | -------------------- | ------- |
| 2009-2019 | Kevin Pollak's Chat Show | Él mismo / Anfitrión | Pódcast |

## Premios y nominaciones
| Año  | Otorga                                | Premio                                           | Trabajo                    | Resultado |
| ---- | ------------------------------------- | ------------------------------------------------ | -------------------------- | --------- |
| 1995 | National Board of Review              | Mejor Actuación por un conjunto                  | The Usual Suspects         | Ganó      |
| 1999 | Satellite Award                       | Mejor Actor - Miniserie / Película de televisión | From the Earth to the Moon | Nominado  |
| 2015 | Edinburgh International Film Festival | Mejor Documental Largometraje                    | Misery Loves Comedy        | Nominado  |
| 2018 | Screen Actors Guild Award             | Destacado conjunto en una Serie de Comedia       | The Marvelous Mrs. Maisel  | Ganó      |
| 2019 | Screen Actors Guild Award             | Destacado conjunto en una Serie de Comedia       | The Marvelous Mrs. Maisel  | Ganó      |